# Lilium albanicum
Lilium albanicum är en liljeväxtart som beskrevs av August Heinrich Rudolf Grisebach. Lilium albanicum ingår i släktet liljor, och familjen liljeväxter. Inga underarter finns listade.

## Bildgalleri

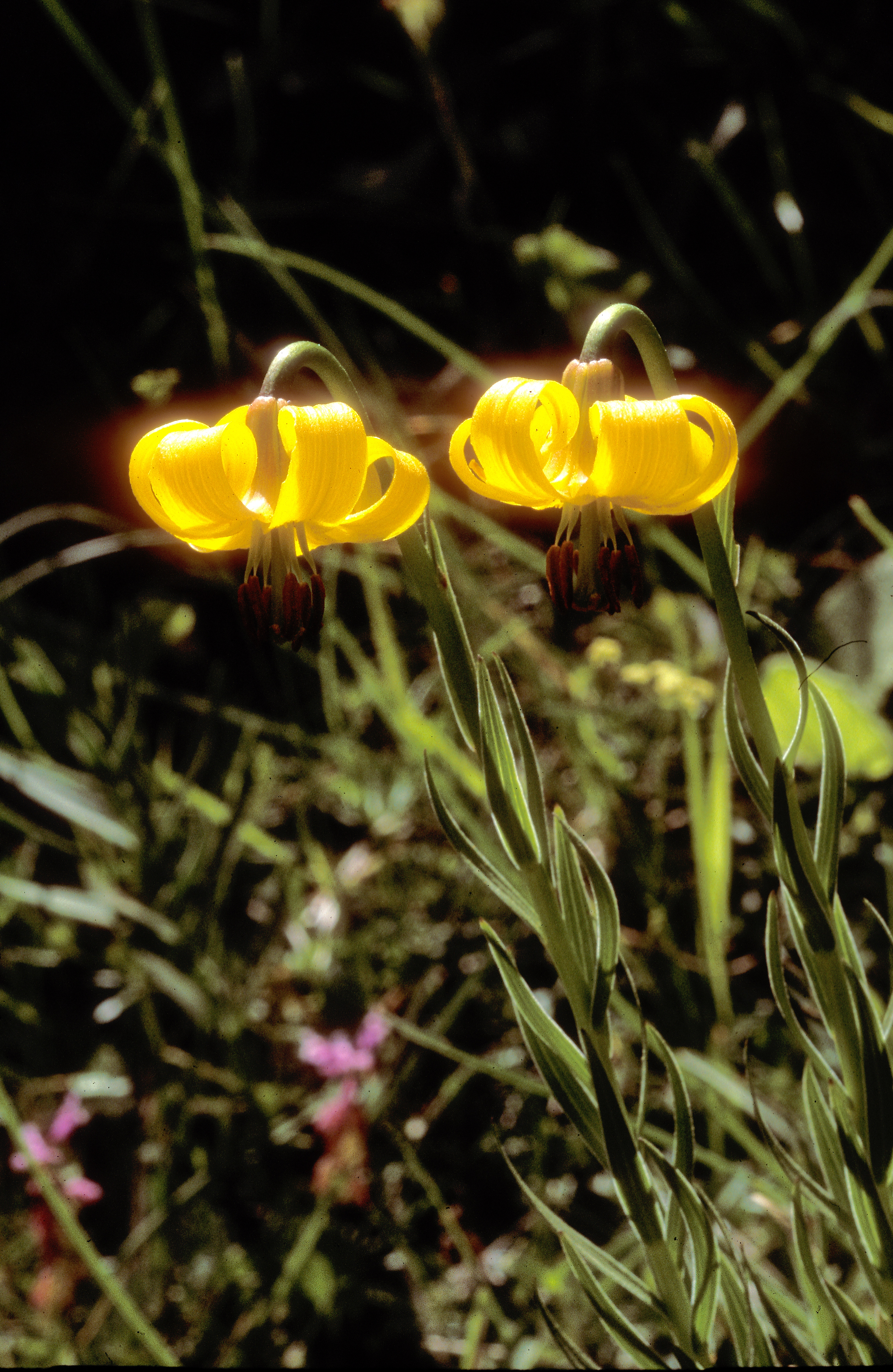
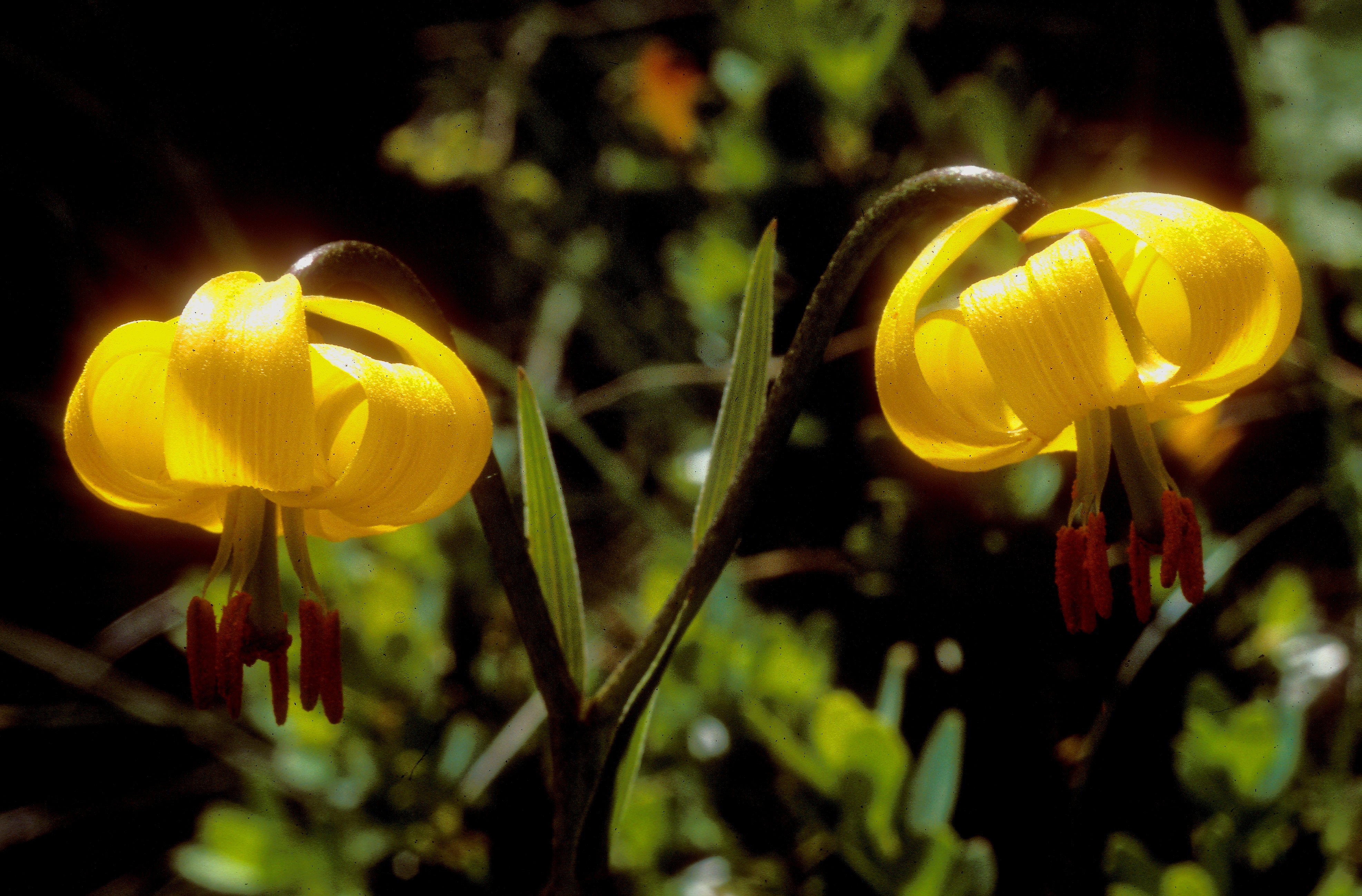
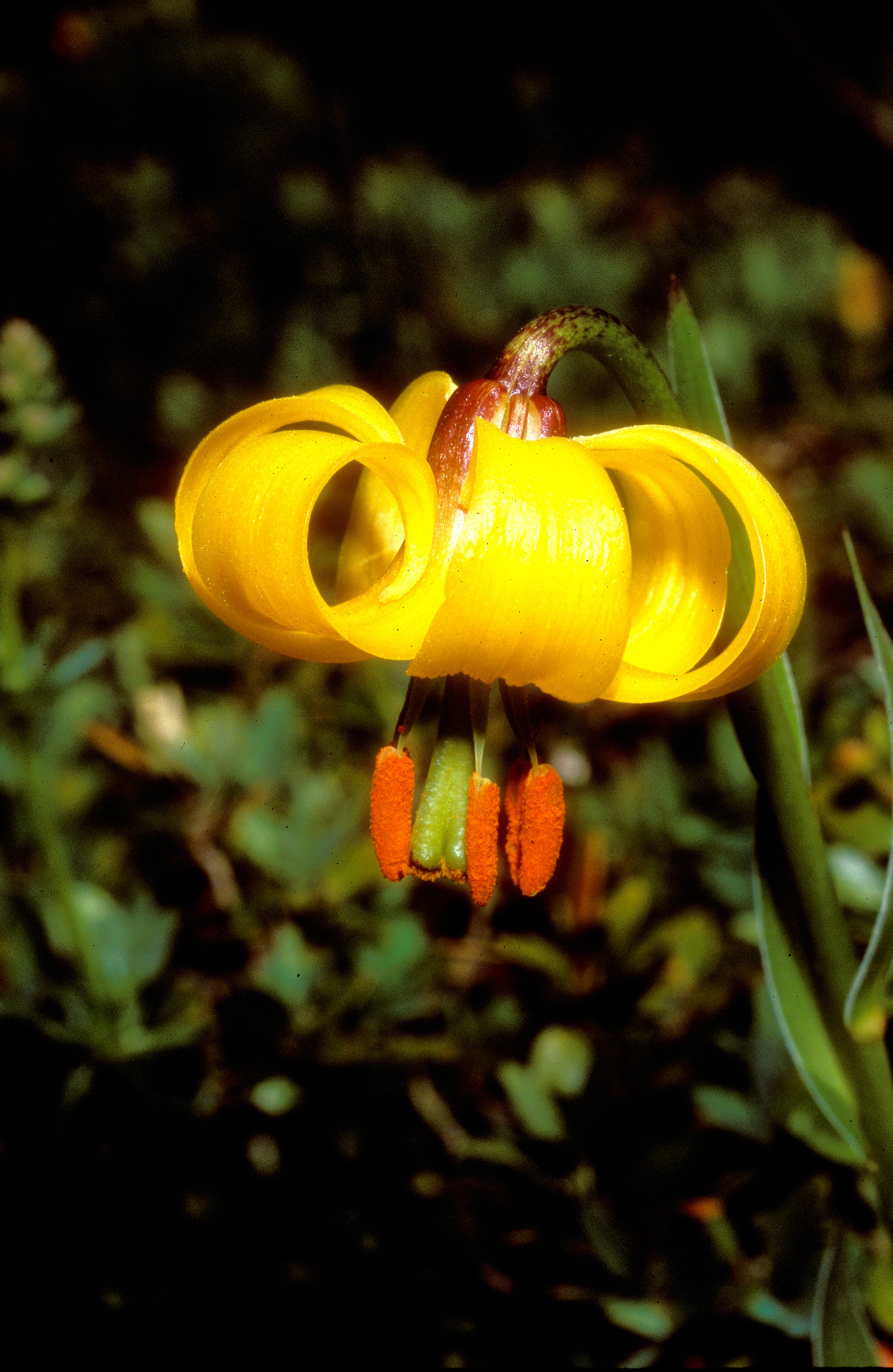